# Nocny jastrząb
Nocny Jastrząb (ang. Nighthawks) – amerykański film fabularny z 1981 roku, w reżyserii Bruce’a Malmutha, z Sylvestrem Stallone w roli głównej.

## Obsada
- Sylvester Stallone – sierż. Deke DaSilva
- Billy Dee Williams – sierż. Matthew Fox
- Nigel Davenport – Peter Hartman
- Rutger Hauer – Wulfgar
- Lindsay Wagner – Irene, żona Deke’a
- Persis Khambatta – Shakka Holland (Kapoor)
- Joe Spinell – Porucznik Munafo
- Hilarie Thompson – Pam
- Walter Mathews – komisarz

## Fabuła
Akcja filmu na początku toczy się równolegle w Nowym Jorku oraz Londynie. W Nowym Jorku policjanci, sierżant Deke DaSilva (Sylvester Stallone) i sierżant Matthew Fox (Billy Dee Williams) uczestniczą w obławach, najpierw na złodziei na przystanku nowojorskiej kolejki miejskiej, potem na handlarzy narkotyków. Równocześnie w Londynie terrorysta Wulfgar (Rutger Hauer) przeprowadza zamach na dom towarowy. Policji udaje się namierzyć kontakt Wulfgara z terrorystycznej organizacji na której zlecenie pracuje. Kontakt spotyka się z Wulfgarem na zabawie sylwestrowej, jednakże Wulfgar, zauważając przez okno akcję policji, ucieka, zabijając przy tym swój kontakt, nie wiedząc, że miał on przy sobie fałszywy paszport dla niego. Podczas tej akcji poznajemy specjalistę od walki z terroryzmem Petera Hartmana (Nigel Davenport), który tropi Wulfgara. Wulfgarowi udaje się zbiec do Paryża, gdzie w konfesjonale kościoła Sainte-Chapelle spotyka się z terrorystką Shakką Holland (Persis Khambatta), która pracuje dla ich zleceniodawcy – Hamada. Shakka przekazuje wiadomość dla Wulfgara, że Hamad nie jest zadowolony z zamachu w Londynie, gdzie zginęły dzieci i rezygnuje z jego usług. Wulfgar postanawia udowodnić Hamadowi swoją przydatność i przy pomocy Shakki planuje akcję dzięki której mógłby odzyskać pozycję w terrorystycznej organizacji. W tym celu przechodzi operację plastyczną, po której zabija chirurga, który go operował. Przybywa na fałszywy paszport do Nowego Jorku. Również do Nowego Jorku przybywa Peter Hartman, aby przeprowadzić szkolenie wśród wybranych policjantów, mające na celu udaremnienie zamiarów Wulfgara. Do szkolenia zostają wybrani, ku swojemu niezadowoleniu DaSilva i Fox. Podczas wykładów Hartmana dowiadujemy się, że Wulfgar to w rzeczywistości Niemiec Reinhardt Heymar, który podczas swoich studiów w Moskwie był szkolony przez KGB.
Tymczasem Wulfgar przybywa do Nowego Jorku i zaczyna działać według nakreślonego przez Hartmana schematu. Schemat ten polega na tym, że Wulfgar szuka sobie dziewczyny (z reguły na dyskotekach), po czym zamieszkuje z nią. W taki sposób poznaje i znajduje lokum u stewardesy Pam (Hilarie Thompson). Dziewczyna jednak przypadkiem odkrywa zawartość walizki Wulfgara, co przypłaca życiem. W tym czasie Wulfgar dokonuje bezkrwawego zamachu, który jest jedynie jego pokazem siły wobec policji i władz. Fox i DaSilva, który po konflikcie z Hartmanem był bliski przerwania szkolenia, zaczynają szukać informacji odnośnie do Amy. Na jednej z dyskotek, DaSilva, który na kursie naszkicował portret Wulfgara, rozpoznaje go. Dochodzi do strzelaniny, po której następuje pościg ulicami i metrem. Kończy się na jednej stacji ranieniem Foxa w szyję przez Wulfgara. Fox trafia do szpitala, na szczęście jednak rana jest niegroźna i może wrócić do pracy.

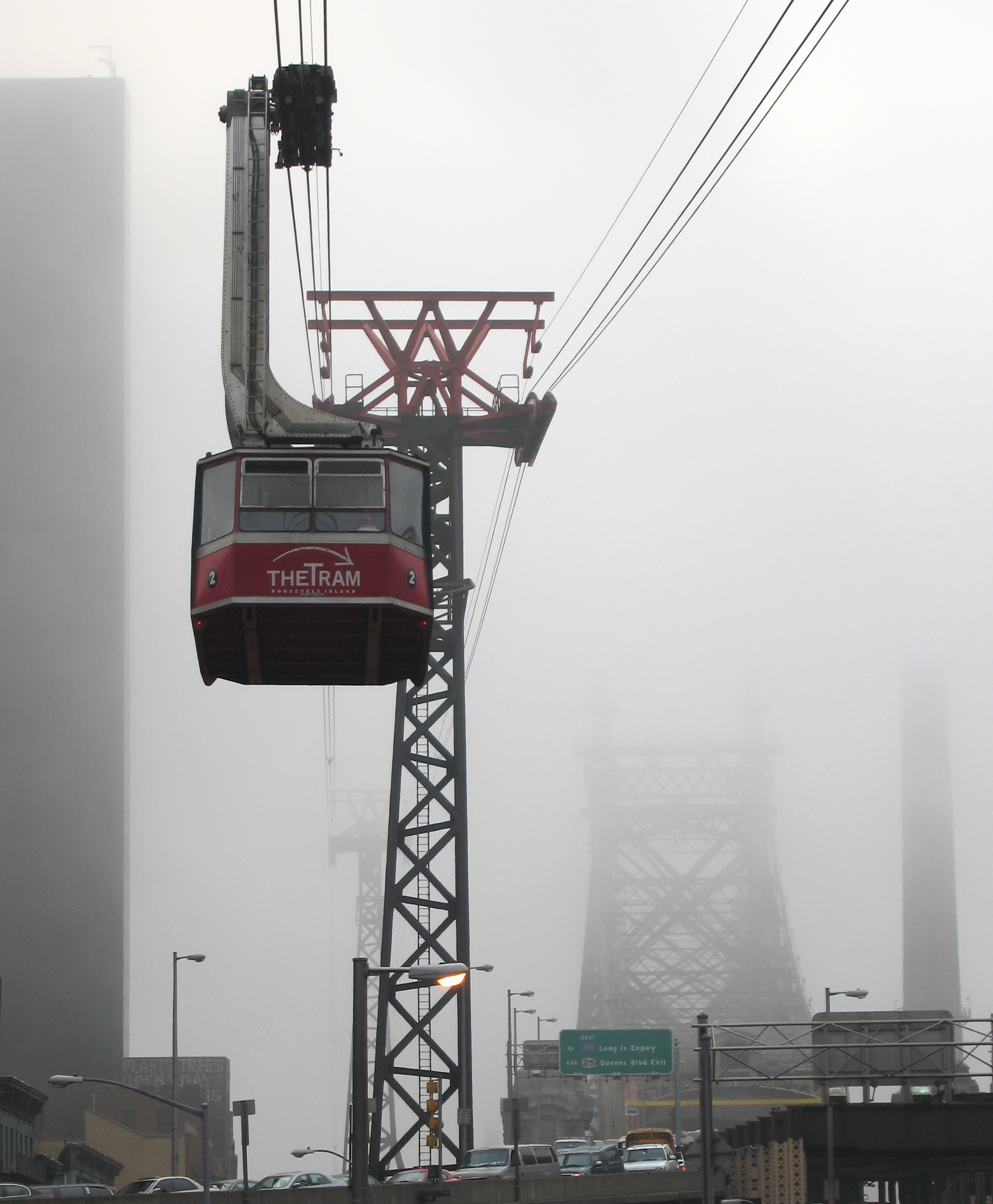
Kolejka Roosevelt Island Tramway

Wulfgar zaskoczony szybkim namierzeniem przez Foxa i DaSilvę, na spotkaniu w swojej kryjówce w piwnicy jednego ze sklepów z Shakką, od której dowiaduje się o roli Hartmana w szybkim namierzeniu go, postanawia zlikwidować go na balu dla ambasadorów przy ONZ. Zamiar swój realizuje przy pomocy Shakki, która zabija Hartmana, Uzyskując przewagę nad policją, dokonuje porwania wagonika kolejki linowej (Roosevelt Island Tramway), w której przebywają ambasadorowie z rodzinami. Dla pokazania siły zabija jedną z porwanych osób. Jednakże uwalnia niemowlę, które odbiera przybyły DaSilva. Wulfgar pozwala mu na opuszczenie wagonu kolejki za pomocą liny przytwierdzonej do helikoptera. Wulfgar żąda zwolnienia swoich współtowarzyszy oraz swobodnej drogi ucieczki. Każe sobie podstawić autobus, którym ma kierować DaSilva, którego planuje zabić po wszystkim. DaSilva jednak przechytrza Wulfgara, gdyż pod ubraniem zabiera ze sobą mały magnetofon, który włącza podczas przechodzenia zakładników z wagonika kolejki do autobusu. Na taśmie magnetofonowej jest wykład Hartmana dotyczący Shakki, która słysząc to, załamuje się, przez co popełnia błąd, dzięki któremu snajperzy zabijają ją, a Wulfgara zmuszają do ucieczki autobusem bez zakładników. Ucieczka ta kończy się w rzece Hudson.
Po tym wydarzeniu, policja lokalizuje kryjówkę Wulfgara. Podczas przeszukiwania jej DaSilva znajduje materiały dotyczące jego własnej osoby oraz jego żony wraz z jej adresem. Finałowy fragment filmu to próba zamordowania przez Wulfgara Irene DaSilvy. Wulfgar, obserwując jej przyjście do swojego mieszkania, włamuje się do niego. Obserwując cały czas kobietę, która przygotowuje kolację w kuchni, zakrada się. Gdy już przymierza się do zaatakowania jej nożem, Irene odwraca się i ku przerażeniu Wulfgara okazuje się Dekiem DaSilvą przebranym za swoją żonę w szlafrok i w peruce. Wulfgar, mimo tego, że DaSilva wymierza w niego broń w geście rozpaczy, atakuje go, jednakże DaSilva zabija go.

## Soundtrack
Ścieżka dźwiękowa do filmu została skomponowana i nagrana przez angielskiego wirtuoza instrumentów klawiszowych Keitha Emersona, znanego z gry w zespole Emerson, Lake and Palmer.
| Nr  | Tytuł                  | Długość |
| --- | ---------------------- | ------- |
| 1.  | „Nighthawks”           | 2:25    |
| 2.  | „Mean Stalkin'”        | 2:22    |
| 3.  | „The Bust”             | 2:06    |
| 4.  | „Nighthawking”         | 6:20    |
| 5.  | „The Chase”            | 6:02    |
| 6.  | „I’m a Man”            | 4:17    |
| 7.  | „The Chopper”          | 3:04    |
| 8.  | „I’m Comin’ In”        | 3:03    |
| 9.  | „Tramway”              | 3:25    |
| 10. | „Face to Face”         | 2:53    |
| 11. | „The Flight of a Hawk” | 3:10    |

Podczas fragmentu rozgrywającego się w dyskotece wykorzystany został utwór The Rolling Stones „Brown Sugar”.